# Campionati mondiali di sollevamento pesi 2021 - 45 kg femminile
Le gare di sollevamento pesi della categoria fino a 45 kg femminile — pesi mosca — dei campionati mondiali del 2021 si sono svolte l'8 dicembre 2021 a Tashkent presso l'Uzbekistan Sport Complex.

## Programma
L'orario indicato corrisponde a quello uzbeko (UTC+05:00)
| Data            | Orario | Evento   |
| --------------- | ------ | -------- |
| 8 dicembre 2021 | 13:00  | Gruppo B |
| 8 dicembre 2021 | 16:00  | Gruppo A |

## Medagliate
Per ciascun esercizio, le prime tre classificate sono le seguenti:
| Esercizio | Oro                   | Oro    | Argento               | Argento | Bronzo         | Bronzo |
| --------- | --------------------- | ------ | --------------------- | ------- | -------------- | ------ |
| Strappo   | Thanyathon Sukcharoen | 77 kg  | Şaziye Erdoğan        | 76 kg   | Manuela Berrío | 75 kg  |
| Slancio   | Manuela Berrío        | 95 kg  | Thanyathon Sukcharoen | 95 kg   | Şaziye Erdoğan | 93 kg  |
| Totale    | Thanyathon Sukcharoen | 172 kg | Manuela Berrío        | 170 kg  | Şaziye Erdoğan | 169 kg |

## Record
Prima di questa competizione, i record mondiali esistenti erano i seguenti:
| Record mondiale | Strappo | Mondiale standard | 85 kg  | — | 1º novembre 2018 |
| Record mondiale | Slancio | Mondiale standard | 108 kg | — | 1º novembre 2018 |
| Record mondiale | Totale  | Mondiale standard | 191 kg | — | 1º novembre 2018 |

## Risultati
| Pos. | Atleta                       | Gr. | Peso atleta | Strappo (kg) | Strappo (kg) | Strappo (kg) | Strappo (kg) | Slancio (kg) | Slancio (kg) | Slancio (kg) | Slancio (kg) | Totale   |
| Pos. | Atleta                       | Gr. | Peso atleta | 1            | 2            | 3            | Pos.         | 1            | 2            | 3            | Pos.         | Totale   |
| ---- | ---------------------------- | --- | ----------- | ------------ | ------------ | ------------ | ------------ | ------------ | ------------ | ------------ | ------------ | -------- |
|      | Thanyathon Sukcharoen (THA)  | A   | 44.60       | 75           | 77           | 77           |              | 93           | 95           | 97           |              | 172      |
|      | Manuela Berrío (COL)         | A   | 44.70       | 75           | 77           | 78           |              | 95           | 98           | 98           |              | 170      |
|      | Şaziye Erdoğan (TUR)         | A   | 45.00       | 74           | 76           | 76           |              | 93           | 95           | 95           |              | 169      |
| 4    | Lin Cheng-jing (TPE)         | A   | 44.80       | 70           | 74           | 77           | 4            | 90           | 94           | 94           | 4            | 164      |
| 5    | Teodora-Luminița Hîncu (MDA) | A   | 44.80       | 65           | 68           | 70           | 5            | 80           | 83           | 85           | 6            | 155      |
| 6    | Rosielis Quintana (VEN)      | A   | 43.70       | 66           | 69           | 70           | 6            | 80           | 84           | 84           | 7            | 153      |
| 7    | Nadežda Panova (RWF)         | A   | 44.90       | 63           | 65           | 65           | 7            | 80           | 80           | 86           | 10           | 145      |
| 8    | Najla Khoirunnisa (INA)      | B   | 44.60       | 61           | 64           | 66           | 8            | 80           | 83           | 84           | 8            | 144      |
| 9    | Srimali Samarakoon (SRI)     | B   | 44.90       | 58           | 63           | 63           | 9            | 78           | 80           | 80           | 11           | 136      |
| —    | Regina Šaidullina (RWF)      | A   | 44.60       | 65           | 65           | 65           | —            | 85           | 89           | 91           | 5            | —        |
| —    | Mary Flor Diaz (PHI)         | A   | 44.90       | 65           | 65           | 65           | —            | 77           | 80           | 83           | 9            | —        |
| —    | Tihana Majer (CRO)           | B   | ritirata    | ritirata     | ritirata     | ritirata     | ritirata     | ritirata     | ritirata     | ritirata     | ritirata     | ritirata |
| —    | Nadežda Nguen (BUL)          | A   | ritirata    | ritirata     | ritirata     | ritirata     | ritirata     | ritirata     | ritirata     | ritirata     | ritirata     | ritirata |